# Кубок России по футзалу 2013
XXII Кубок России по футзалу (AMF). Финальный турнир прошёл 8—10 октября 2013 года в Ивантеевке.

## Регламент
В турнире приняло участие всего четыре клуба.
Однако за сутки до начала игр московский "Спартак" был заменён на команду "Лидер" (Струнино). Также по решению ФФР изменился Регламент турнира: было решено провести два полуфинальных поединка, которые состоялись 8 октября, а на 10 октября намечено провести матч за 3 место и финал.

## Итоги турнира
1/2 финала:
"Торпедо-МАМИ" (Москва) - "Динамо" (Московская область) - 5:2 (3:1)
"Динамо" (Москва) - "Лидер" (Струнино) - 12:2 (4:1)
Матч за третье место:
"Динамо" (Московская область) - "Лидер" (Струнино) - 11:2
Финал:
"Динамо" (Москва) - "Торпедо-МАМИ" (Москва) - 7:2 (5:1)
Ссостав команды «Динамо» (Москва) — обладателя Кубка России:
вратари — Чепиков Иван, Кузнецов Александр, Лукашин Павел
полевые игроки — Менгниев Ходжибек, Джанашия Замир, Иванов Андрей, Харин Сергей, Никонов Дмитрий, Плаксин Вячеслав, Пипия Ираклий, Журавский Алексей, Орлов Кирилл, Якубовский Александр, Слесарев Максим, Сакеев Ильяс, Зал Алексей, Хубутия Дато, Семочкин Павел, Носков Даниил, Арефьев Николай (капитан).
президент и главный тренер — заслуженный тренер России Полховский Андрей Викторович

## Лауреаты турнира
Лучший вратарь - Иван Чепиков ("Динамо" Москва)
Лучший защитник - Александр Олейников ("Торпедо-МАМИ" Москва)
Лучший нападающий - Кирилл Зайнуллин ("Торпедо-МАМИ" Москва)
Лучший бомбардир - Кирилл Орлов ("Динамо" Москва) - 6 мячей
Лучший игрок - Андрей Иванов ("Динамо" Москва)
Самый перспективный игрок - Александр Якубовский ("Динамо" Москва)